# Palacio Ferstel

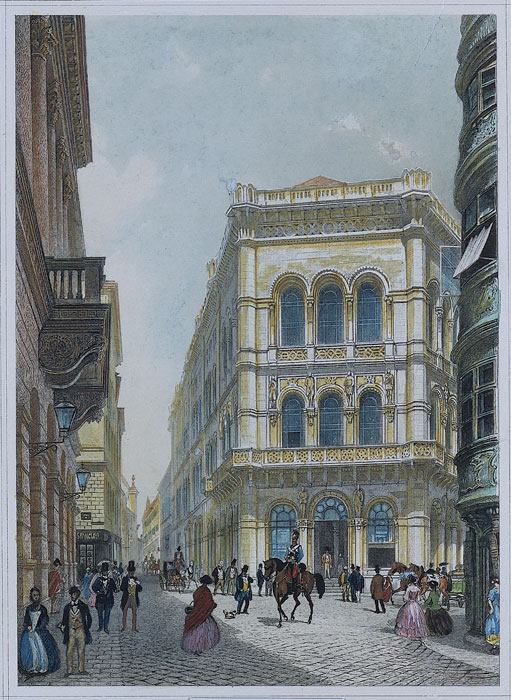
Palacio Ferstel y Café Central, por Rudolf von Alt ; Herrengasse a la izquierda, Strauchgasse a la derecha

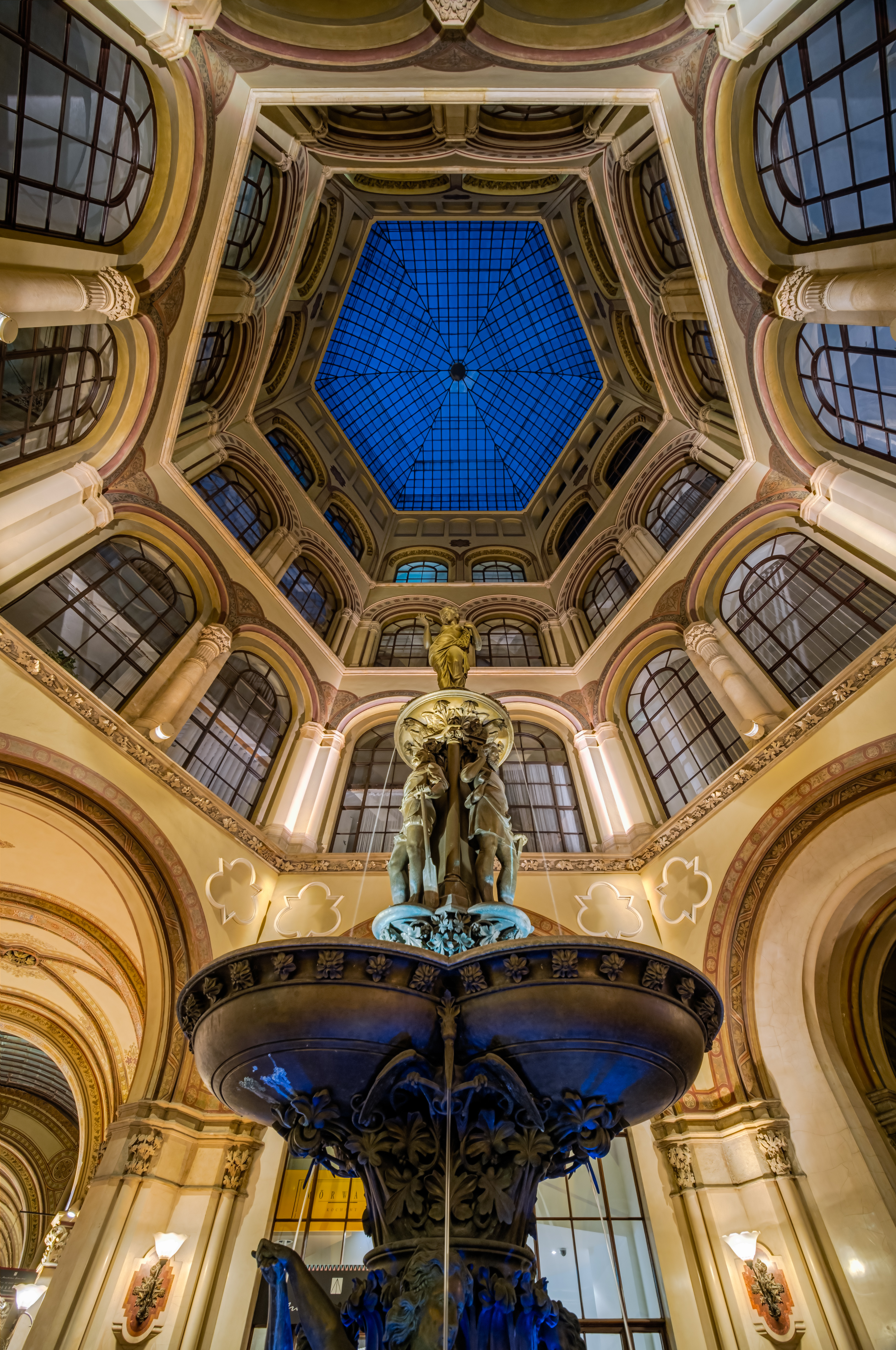
Fuente de las Sirenas del Danubio en un patio del Palacio Ferstel y de la galería comercial de la Freyung

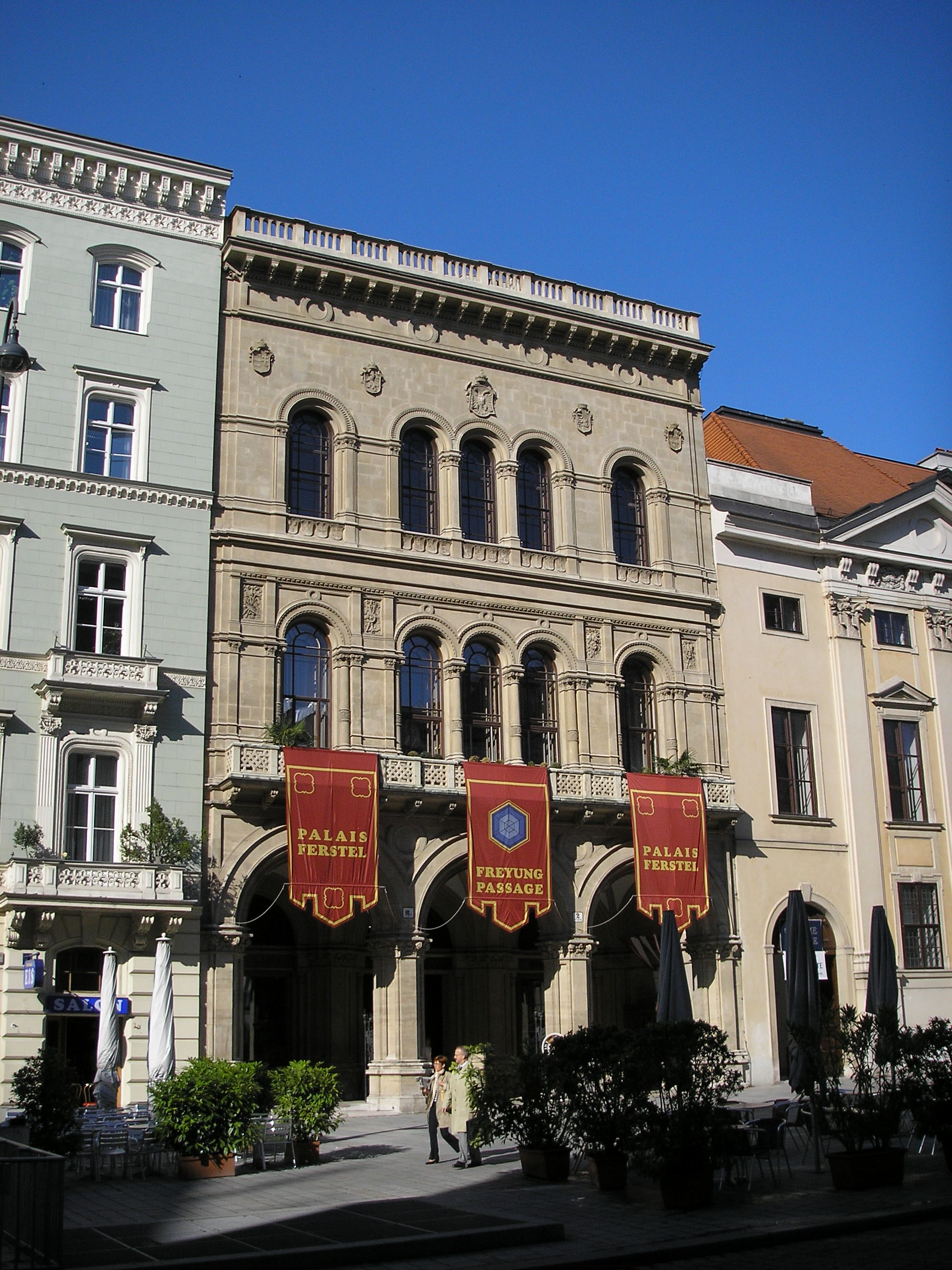
Entrada al Palacio Ferstel desde la Freyung; Palais Harrach a la derecha, Palais Hardegg a la izquierda

El Palacio Ferstel es un edificio en el primer distrito municipal de Viena, Innere Stadt, con las direcciones Strauchgasse 2–4, Herrengasse 14 y Freyung 2. Fue construido como edificio del Banco Nacional y de la Bolsa de Valores. La designación de palacio no es histórica.
Se trata de una importante obra tardía del historicismo romántico y uno de los últimos edificios monumentales antes de la construcción de la Ringstrasse. Cuenta con varios patios y una galería comercial entre la Herrengasse y la Freyung, que hacen del edificio un pasaje.

## Historia
En 1855, toda la propiedad entre la Freyung, la Strauchgasse y la Herrengasse fue vendida por Franz Xaver Reichsgraf von Abensperg und Traun al privilegiado imperial y real Banco Nacional de Austria. Esta institución bancaria ya estaba domiciliada en Herrengasse 17 / Bankgasse 1. El avance de la industrialización y la expansión económica asociada trajeron consigo un rápido desarrollo de las transacciones monetarias y de la banca por lo que las estancias pronto dejaron de ser adecuadas. Este problema sólo podía resolverse con un nuevo edificio que también debía albergar un salón de la bolsa.
De acuerdo con los deseos del entonces gobernador del Banco Nacional, Franz von Pipitz, el nuevo edificio debía ser construido con "solidez y perfección tanto artística como técnica pero respetando estrictamente la economía y evitando el lujo inútil".  El edificio debía albergar el Banco Nacional, la Bolsa, un café y, una idea nueva para Viena, un bazar.
El arquitecto encargado, Heinrich von Ferstel, demostró su talento a la altura de los tiempos al dominar la superficie irregular del edificio con el uso más favorable del espacio imaginable. Los requisitos prácticos se combinan con los artísticos para formar una composición magistral. Ferstel supo diseñar las salas del banco central, los dos salones de la bolsa, el pasaje con el bazar y el café según su finalidad, manteniendo un estilo uniforme.
Era partidario de la "construcción material", como se expresa claramente en la construcción en sillar del banco. Los zócalos, los pilares y las escaleras eran de piedra de Wöllersdorf. Partes de la fachada, como balcones, cornisas, articulaciones y barandillas de las escaleras eran de la dura y blanca piedra caliza "Kaiserstein" de Kaisersteinbruch en Burgenland, mientras que las superficies de las paredes eran de piedra arenisca-caliza de Sankt Margarethen im Burgenland (Santa Margarita en Burgenland). Los interiores estaban lujosamente amueblados con paneles de madera, revestimientos de cuero, estuco y ricas pinturas ornamentales. Las balaustradas muestran una sofisticada cantería y las esquinas están coronadas por torreones.
La fachada de la esquina de la Strauchgasse y la Herrengasse fue decorada con doce esculturas de Hanns Gasser, que simbolizan las naciones de la monarquía. Los poderosos arcos de medio punto de la salida a la Freyung se cerraron con puertas de celosía de hierro forjado; como el cerrajero al que se recurrió en primer lugar no podía satisfacer las exigencias de Ferstel, el trabajo se encomendó a un platero.
En 1860, ya se pudieron ocupar el Banco Nacional y el edificio de la Bolsa, terminados en 1859. Al año siguiente, se instaló la fuente de Donaunixen (Sirenas del Danubio), también diseñada por Ferstel, en el pasaje acristalado. Anton von Fernkorn creó la decoración escultórica con sensibilidad artística. Una columna se eleva por encima de la pila de la fuente de mármol, coronada por una figura de bronce, el Danubio femenino con el pelo alborotado, que sostiene un pez en la mano. Debajo, tres figuras, también fundidas en bronce, están dispuestas alrededor de la columna: comerciante, pescador y constructor de barcos, es decir, aquellas profesiones que tienen que ver con el agua. El coste total del edificio, incluida la decoración interior, ascendió a la enorme suma de 1.897.600 florines.
El uso originalmente previsto para el edificio sólo se mantuvo durante unos años. La bolsa ya no podía conformarse con ese espacio: en 1872 se trasladó a un edificio provisional y en 1877 se inauguró un nuevo edificio bursátil en el Schottenring (hoy conocido como la Antigua Bolsa o Palacio de la Bolsa de Viena). De 1878 a 1922, el Banco Nacional operó con el nombre de Österreichisch-ungarische Bank (Banco Austrohúngaro) y en 1925 se trasladó a un nuevo y espacioso edificio planificado ya en 1913.
En la Segunda Guerra Mundial, el edificio sufrió graves daños durante los bombardeos aéreos sobre Viena, especialmente en la fachada principal. En la década de 1960, el antiguo pabellón de la Bolsa albergaba una sala de entrenamiento de baloncesto; todo el edificio tenía un aspecto muy descuidado. Durante este tiempo, el ruinoso y lúgubre edificio se utilizó varias veces como escenario de películas como las de espías "Caminos secretos" ("Geheime Wege", 1961) con Richard Widmark y "La piel del otro" ("Die Haut des Anderen", 1966) con Lino Ventura.
En 1971, el presidente de la Oficina Federal de Protección de Monumentos, Walter Frodl, se ocupó del edificio del banco y la bolsa de Viena, muy dañado por la guerra. La Oficina de Geología Técnica de Otto Casensky elaboró un informe pericial sobre la fachada de piedra natural.  En la fachada de Freyung 2, originalmente se colocó un balcón de piedra caliza "Kaiserstein" sobre toda la fachada de 15,4 m de longitud. Este balcón ya no existía, y sólo se reconocían restos de las placas de la base y de las ménsulas de apoyo. En julio de 1975, se reconstruyó el balcón y se encargó al maestro cantero Friedrich Opferkuh, de Mannersdorf am Leithagebirge, restaurándolo a su estado anterior, con piedra de Mannersdorf, hormigón armado y piedra artificial.
En 1975-1982, se renovó el edificio y el Café Central volvió a abrir sus puertas. Desde entonces, el edificio de propiedad privada se conoce como Palais Ferstel. Las conferencias y presentaciones se celebran ahora en los antiguos salones de la Bolsa. El Café Central utiliza uno de los patios interiores pero su local principal está en la esquina de la Herrengasse y la Strauchgasse.
Actualmente, el edificio es propiedad de una fundación que dejó Karl Wlaschek en 2015.
Los dos arquitectos berlineses Martin Gropius y Heino Schmieden utilizaron el montivo arquitectónico del diseño de la esquina del Palacio Ferstel de Viena para el edificio de la Real Dirección de Minas de Prusia en St. Johann (Saar), hoy Saarbrücken, que se construyó entre 1877 y 1880 en estilo neorrenacentista con ecos del renacimiento temprano florentino.